# Divinity (album d'Altaria)
Pour l’article homonyme, voir Divinity.
Albums de Altaria
Invitation
(2003) The Fallen Empire
(2005)

Divinity est un album de musique du groupe Altaria, sorti en 2004.

## Liste des titres
1. Unchain The Rain
2. Will To Live
3. Prophet Of Pestilence
4. Darkened Highlight
5. Discovery
6. Falling Again
7. Divine
8. Haven
9. Try To Remember
10. Stain On The Switchblade
11. Enemy
12. Final Warning
13. Stranger (Japanese Bonus Track)
14. Balls To The Wall (Accept Cover, European Limited Edition Bonus Track)

## Critique
Second album d'[Altaria, Divinity est considéré par nombre de fans comme le meilleur album du groupe. La présence au chant de Taage Laiho, chanteur de Kilpi, marque une nouvelle orientation musicale par sa voix plus grave et plus axée vers le power metal européen.
Jani Liimatainen est maintenant seul maître à la guitare et au clavier, et cela se ressent par des riffs de guitare très complexes alternant power-chord, palm mute et triade.
Le clavier est également beaucoup plus présent que sur le premier album, prenant la place de seconde guitare, ce qui fait beaucoup penser à Sonata Arctica sans pour autant y ressembler.
Comme dans le premier album, les solos de clavier sont absents, au contraire des solos de guitare où l'on reconnait bien le style caractéristique de Jani, techniques sans l'être à outrance, et toujours très mélodiques.
Les extraits de trois morceaux de l'album sont disponibles en téléchargement libre sur le officiel d'Altaria :
- Unchain the Rain
- Darkened Highlight
- Final Warning

## Composition du groupe
- Taage Laiho : Chants
- Jani Liimatainen : Guitare, clavier
- Marko Pukkila : Basse
- Tony Smedjebacka : Batterie